# Michaëlle (émission de télévision)
Michaëlle était une émission de télévision d'entrevues diffusée sur le Réseau de l'information (RDI) de 2004 à 2005. L'émission est nommée d'après le prénom de sa présentatrice, Michaëlle Jean et est diffusée le lundi à 19 h pour une durée d'une heure, sans coupure publicitaire.
L'émission est définitivement interrompue lorsque Michaëlle Jean est nommée gouverneure-générale du Canada en août 2005.
Réalisation : Gérald Mathon
Recherche: Sébastien Béranger
Rédactrice en chef : Dominique Rajotte

## Concept
L'émission présente de grandes entrevues d'une heure avec des personnalités éminentes. Le généticien Axel Kahn en est le premier invité.